# Bustanico
 (octobre 2020).
Si vous disposez d'ouvrages ou d'articles de référence ou si vous connaissez des sites web de qualité traitant du thème abordé ici, merci de compléter l'article en donnant les références utiles à sa vérifiabilité et en les liant à la section « Notes et références ».
Bustanico est une commune française située dans la circonscription départementale de la Haute-Corse et le territoire de la collectivité de Corse. Elle appartient à l'ancienne piève de Bozio.

## Géographie

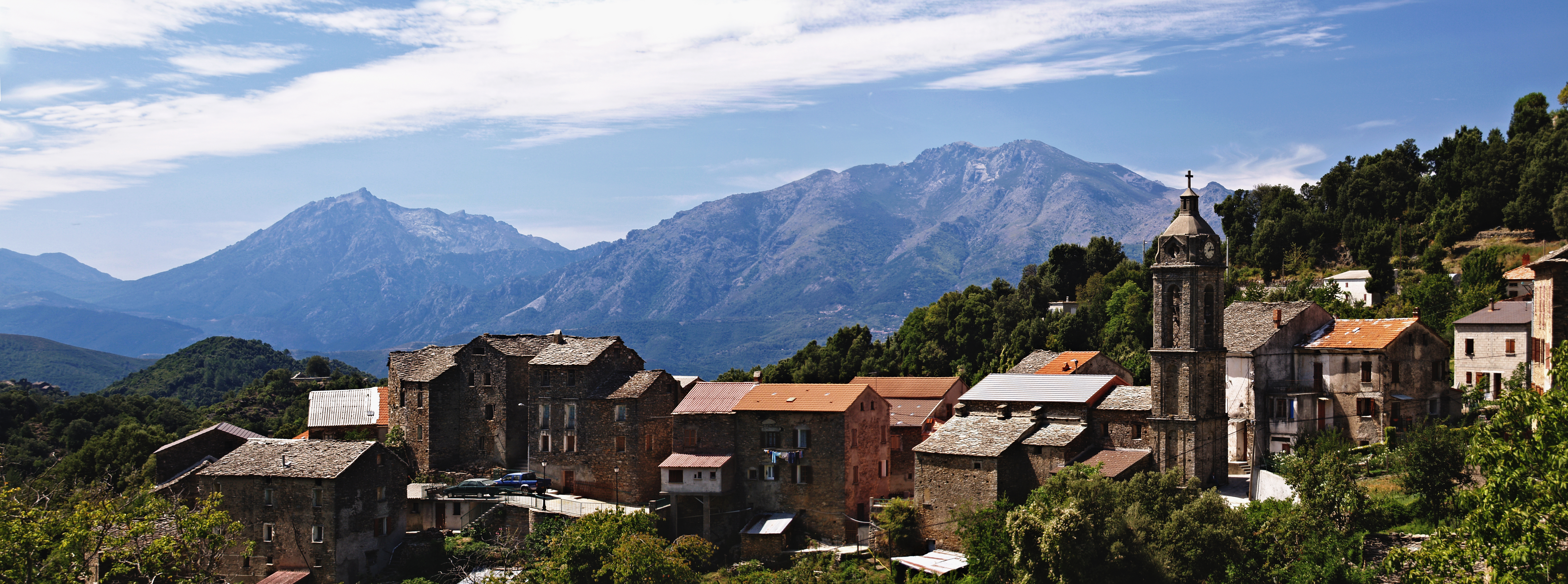
Panorama du village avec au loin Monte d'Oru (2389 m à gauche) et Monte Cardu (2453 m à droite).

### Situation
Bustanico est une commune de 11,52 km2 située à une vingtaine de kilomètres de la cité de Corte, au cœur des montagnes corses. Il est à l'orée de la forêt de la Castagniccia (« châtaigneraie » en français) et en fait partie en s'ouvrant sur un panorama et une vue sur les montagnes corses.
Communes limitrophes

### Géologie et relief
La Commune de Bustanico est une commune de montagne située  à plus de 800 m d'altitude,  elle est composée de 2 hameaux  : le hameau soprano et le hameau sottano.
Le hameau sottano  est à 800 m d'altitude.
Le hameau soprano est à environ 870 m d'altitude, avec une vue imprenable sur la chaine de montagne Corse (Rotondo - Cardo - Renoso - Monte d'Oro).
Le terrain y est escarpé car le village se trouve à la charnière entre la Corse schisteuse et granitique, l'une laissant place à des paysages décharnés et l'autre à une forêt dense.
La meilleure route pour y arriver est de passer par Corté, prendre direction Aléria (prendre à gauche après l'aérodrome de Corté), puis prendre  la RD 39  (direction Favalello, puis Alando, et ensuite vous arriverez à Bustanico au hameau sottano).

### Climat et végétation
C'est sur la commune de Bustanico que peuvent être observés, en grand nombre, les plus vieux châtaigniers de toute la Castagniccia.

## Urbanisme

### Typologie
Au 1er janvier 2024, Bustanico est catégorisée commune rurale à habitat très dispersé, selon la nouvelle grille communale de densité à sept niveaux définie par l'Insee en 2022.
Elle est située hors unité urbaine. Par ailleurs la commune fait partie de l'aire d'attraction de Bastia, dont elle est une commune de la couronne,. Cette aire, qui regroupe 93 communes, est catégorisée dans les aires de 50 000 à moins de 200 000 habitants,.

### Occupation des sols
L'occupation des sols de la commune, telle qu'elle ressort de la base de données européenne d’occupation biophysique des sols Corine Land Cover (CLC), est marquée par l'importance des forêts et milieux semi-naturels (100 % en 2018), une proportion identique à celle de 1990 (100 %). La répartition détaillée en 2018 est la suivante : 
forêts (56,7 %), milieux à végétation arbustive et/ou herbacée (40,7 %), espaces ouverts, sans ou avec peu de végétation (2,6 %). L'évolution de l’occupation des sols de la commune et de ses infrastructures peut être observée sur les différentes représentations cartographiques du territoire : la carte de Cassini (XVIIIe siècle), la carte d'état-major (1820-1866) et les cartes ou photos aériennes de l'IGN pour la période actuelle (1950 à aujourd'hui).

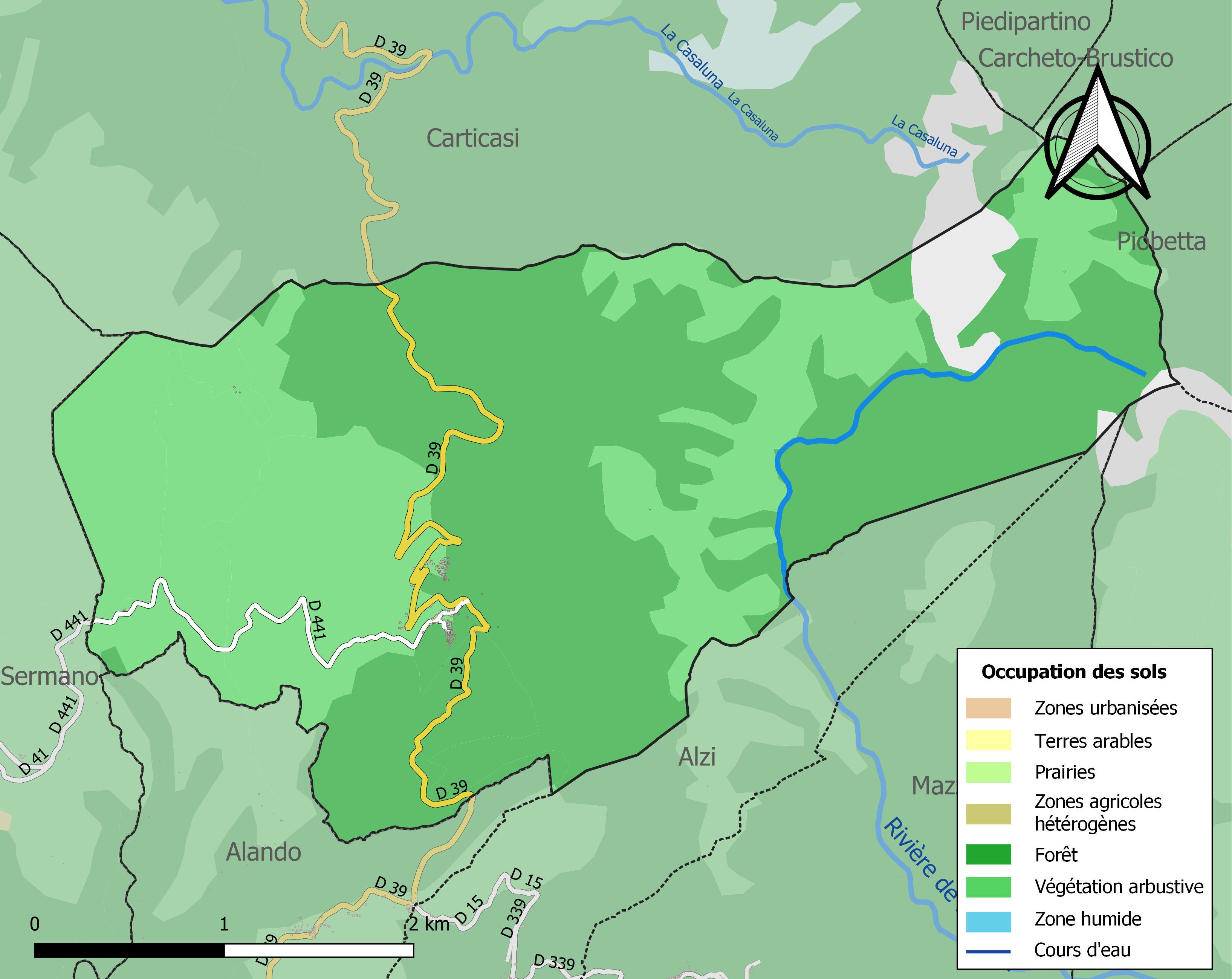
Carte des infrastructures et de l'occupation des sols de la commune en 2018 (CLC).

## Histoire
Bustanico eut une importance majeure dans l'Histoire de l'île de beauté tout entière puisque ce fut de ce village que partit et dans lequel se déclencha l'insurrection corse de 1729, contre la république de Gênes et qui mena 50 ans plus tard à la vente de l'île à la France par les Génois.

### Temps modernes: création du «square Cardone» en 2017
Le village de Bustanico est riche en histoire, il est le point de départ de la révolution corse contre l'occupation génoise en 1729.
Le 30 octobre 1729, c'est le village de Bustanico qui est le berceau de la guerre qui déboucha sur la proclamation de l'indépendance de la Corse menée par Pascal Paoli. Alors sous domination génoise, la Corse durement malmenée par la République italienne se voit obligée de verser un nouvel impôt, dit des dui seini. À Bustanico, le lieutenant génois Giovanbattista Gallo, chargé de la récolte de cet impôt, se montre partial avec un vieillard du nom de Cardone (cf. Personnalités). Les villageois prennent alors sa défense et chassent les officiers génois, obligés de rebrousser chemin et de regagner Corte. Les cloches de l'église sonnent à la volée et la révolte gagne peu à peu les villages puis les pievi voisines. Oppressées et exaspérées par une administration génoise très dure, les populations des villages de l'intérieur entrent alors en guerre contre la présence génoise en Corse. Cet événement est reconnu comme l'élément déclencheur de la révolte de la Corse qui débouchera sur l'indépendance de l'île.
En hommage à Cardone, figure historique à l'origine de la révolution corse contre Gênes, qui partit de Bustanico en 1729, la municipalité a érigé en 2017 une stèle en pierres locales dédiée à Cardone  au sein du square communal face à la mairie, qui porte désormais le nom de « SQUARE CARDONE ».

### Époque contemporaine
Le 24 septembre 1976, deux bergers de Bustanico, Xavier et Pasquin Ruggeri sont assassinés par un légionnaire déserteur dans leur bergerie sur les hauteurs du village, entraînant des attentats visant la légion ainsi qu'une vive émotion dans toute l'île (20 000 personnes assisteront à l'enterrement des deux enfants du pays). Leur souvenir est immortalisé en 1978 par la chanson "A strage di Bustànicu" de Canta U Populu Corsu, interprétée par Petru Guelfucci, enfant du Bozio.
- La  maisonnette des bergers a été réhabilitée  en 2019 à la suite d'une « opérata » organisée par la population du village, aidée par de nombreux bénévoles de la région.
- La Municipalité  a un projet de création d'un "sentier mémorial" (chjassu di a memoria) qui mènera à la maisonnette réhabilitée des frères Ruggeri, en empruntant le sentier traditionnel qui sera remis en état, balisé, avec signalétique adaptée en bilingue. Ce projet est prévu pour l'année 2021 en guise de devoir de mémoire en faveur des frères  Ruggeri.

En 2009, le politonyme « Bustanico » est également porté par le nouveau canton qui résulte de la fusion de l'ancien canton de San-Lorenzo, de l'ancien canton de Sermano et de l'ancien canton de Piedicorte-di-Gaggio. Le nouveau canton couvrant les pieves des Vallerustie, du Bozio et d'une partie de la Rogna, s'appelle canton de Bustanico (Bustanico étant réputé au centre du nouveau canton qui est très étendu).

## Politique et administration

### Liste des maires
| Période                                  | Période  | Identité          | Étiquette | Qualité            |
| ---------------------------------------- | -------- | ----------------- | --------- | ------------------ |
| mars 2001                                | 2008     | Antoine Perinetti | DVD       | Conseiller général |
| mars 2008                                | En cours | Pierre Taddei     |           | Fonctionnaire      |
| Les données manquantes sont à compléter. |          |                   |           |                    |

## Population et société

### Démographie
L'évolution du nombre d'habitants est connue à travers les recensements de la population effectués dans la commune depuis 1800. Pour les communes de moins de 10 000 habitants, une enquête de recensement portant sur toute la population est réalisée tous les cinq ans, les populations de référence des années intermédiaires étant quant à elles estimées par interpolation ou extrapolation. Pour la commune, le premier recensement exhaustif entrant dans le cadre du nouveau dispositif a été réalisé en 2008.

En 2022, la commune comptait 65 habitants, en évolution de +3,17 % par rapport à 2016 (Haute-Corse : +5,15 %, France hors Mayotte : +2,11 %).
| 1800 | 1806 | 1821 | 1831 | 1836 | 1841 | 1846 | 1851 | 1856 |
| ---- | ---- | ---- | ---- | ---- | ---- | ---- | ---- | ---- |
| 208  | 256  | 254  | 282  | 300  | 317  | 361  | 398  | 347  |

| 1861 | 1866 | 1872 | 1876 | 1881 | 1886 | 1891 | 1896 | 1901 |
| ---- | ---- | ---- | ---- | ---- | ---- | ---- | ---- | ---- |
| 365  | 360  | 333  | 346  | 338  | 320  | 327  | 319  | 302  |

| 1906 | 1911 | 1921 | 1926 | 1931 | 1936 | 1946 | 1954 | 1962 |
| ---- | ---- | ---- | ---- | ---- | ---- | ---- | ---- | ---- |
| 340  | 319  | 376  | 223  | 257  | 318  | 310  | 327  | 137  |

| 1968 | 1975 | 1982 | 1990 | 1999 | 2006 | 2008 | 2013 | 2018 |
| ---- | ---- | ---- | ---- | ---- | ---- | ---- | ---- | ---- |
| 123  | 97   | 75   | 66   | 77   | 67   | 64   | 59   | 65   |

| 2022 | - | - | - | - | - | - | - | - |
| ---- | - | - | - | - | - | - | - | - |
| 65   | - | - | - | - | - | - | - | - |

### Culte

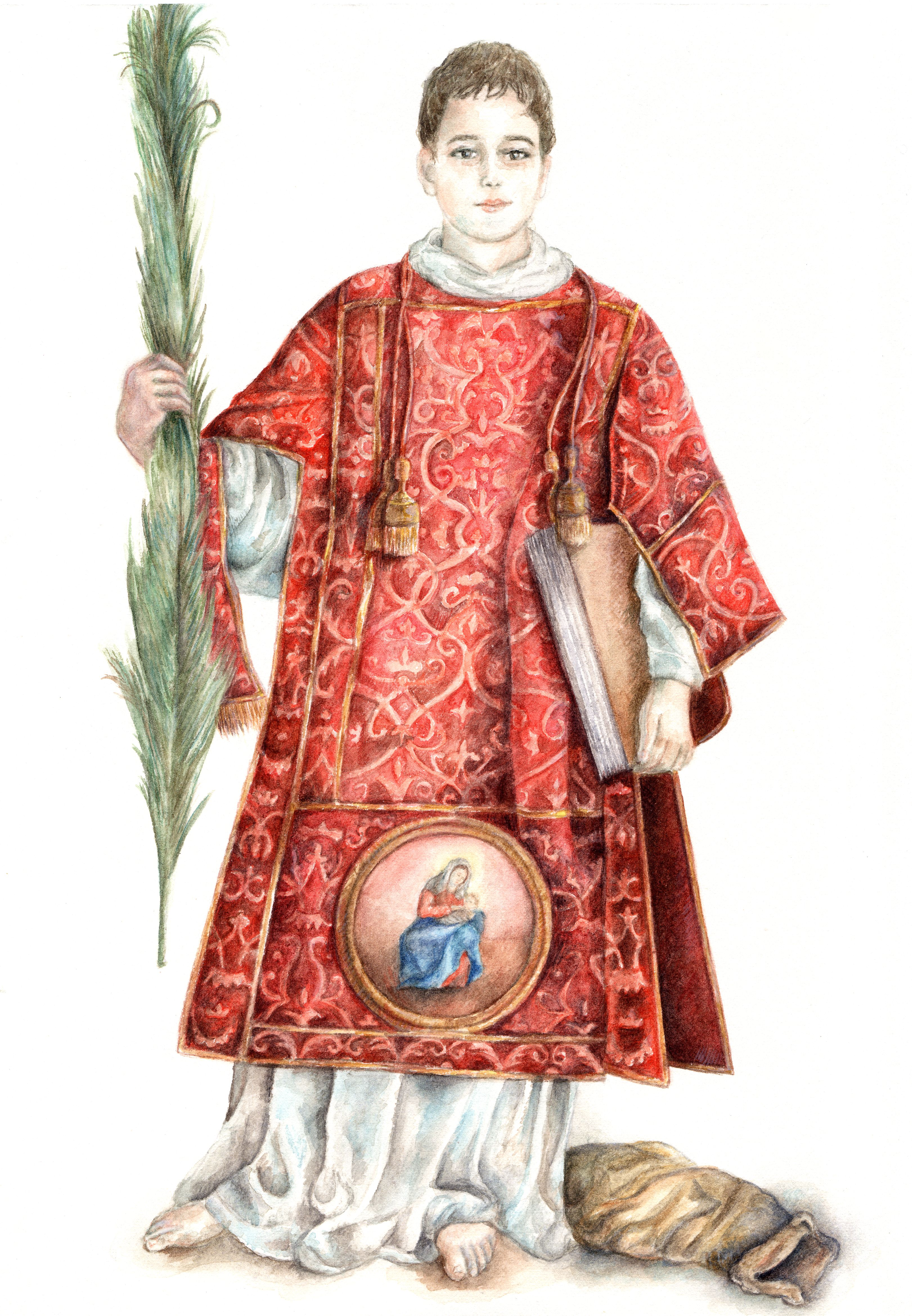
Saint Césaire diacre et martyr de Terracina, Patron de Bustanico.

L'église paroissiale San Cesareu relève du diocèse d'Ajaccio.

## Culture locale et patrimoine

### Lieux et monuments
- Monument aux morts :  ils sont situés sur la place de l'église Saint Césaire au hameau sottano.
- Square Communal Cardone : est situé face à la Mairie, avec une stèle en pierres locales et une plaque en marbre avec un texte en bilingue rendant hommage à Defranchi Antone Francescu dit Cardone.
- une maison ancienne avec des inscriptions médiévales se trouve à proximité de l'église Saint Césaire au hameau sottano.
- une maison avec un cadran solaire Napoléonien  se trouve au hameau sopano, sur la partie haute du village.
- Sentier patrimonial de la " Via Romana" :  le sentier de la  Via Romana (voie Romaine) qui part de Bustanico jusqu'au village de Mazzola, en passant par Alzi, a été réhabilité en octobre 2020 par le PNRC. Ce sentier Historique offre une magnifique randonnée à travers la châtaigneraie du Boziu, en partant de la Chapelle "A Madonna" située à l'entrée de la Commune de Bustanico sur la RD 39. (aller retour : 3h à 3h30, avec un sentier balisé  praticable).
- site archéologique Cammerinche :  site archéologique de référence en Corse datant de l'âge du fer.

Après des premières découvertes en 1956  (vases, jarres, fibules, chainettes, pièce de monnaie Romaine, boucle de ceinturon, ossements humains, etc), au-dessus du col de Chjatru, le site archéologique des "Cammerinche" est quelque peu tombé dans la désuétude.
L'intérêt pour ce site majeur est revenu à l'ordre du jour ces dernières années à la suite des prospections d'érudits locaux en les personnes de Monsieur Perinetti Charles, Monsieur Pioli  Raoul, Monsieur Morandini Laurent, qui ont impulsé  un regain d'intérêt pour ce site archéologique de renom, qui s'est traduit par un  projet de " relance" de ce site par la Municipalité qui s'articule autour de 3 étapes fondamentales :
1. L' étude réalisée au début de l'année 2019 par des archéologues du LRA, sous la responsabilité de Audrey Jamai-Chipon, archéologue spécialiste de l'âge du fer. Cette étude réalisée sur le site des Cammerinche a permis d'établir que le site archéologique des "Cammerinche" est un site de référence en Corse de l'âge du fer (VIIe siècle av. J.-C.).
2. Fouilles réalisées en septembre 2020, ont permis de nouvelles prospections et sondages du site archéologiques avec de nouvelles découvertes. Ce travail donnera lieu à un nouveau rapport scientifique qui paraitra en fin d'année 2020, avec des approfondissements  et de nouveaux éléments qui viendront complétés le rapport de l'étude qui a été réalisé en 2019.
3. Valorisation patrimoniale et touristique du site archéologique  "Cammerinche" :   le sentier qui mène au site archéologique sera balisé et remis en état en début d'année 2021. Une signalétique bilingue y sera installée afin de guider les amateurs. La Municipalité a également  réalisé un projet de boucle de sentier patrimonial qui part du village de Bustanico, qui passe devant  le site archéologique en rejoignant le col de chjatru, puis  la piste qui mène à la chapelle de saint Antoine (piste qui est également répertoriée comme Via Romana), avec un contournement de la montagne pour un retour sur le village de Bustanico. Cette boucle de sentier patrimonial fera l'objet d'un balisage rapproché, d'une signalétique adaptée en bilingue et bien entendu d'un nettoyage du tracé du sentier.  Le projet  sera réalisé sur l'année 2021 si la subvention demandée au Comité de  Massif est accordée à la Commune de Bustanico.

- Le parcours pédestre du Mare a mare du PNRC passe à proximité de la Commune de Bustanico.
- Sentier Patrimonial de Bustanico à Alando :  le sentier  a été remis en fonction par la Municipalité en 2019, il est désormais balisé et praticable. Il offre une agréable randonnée en  partant du hameau sottano de la  Commune de Bustanico jusqu'à la Commune d'Alando également riche  en patrimoine (statue de Sambucucciu d'Alandu, Couvent d'Alandu, Chapelle à Fresques, etc).
- Via Romana au col de chjatru, qui mène à la Chapelle Romane de Saint Antoine. Vous y trouverez 2 aires à blé traditionnelles (aghjè), la fontaine en pierres de Saint Antoine réhabilitée, et le départ de plusieurs sentiers de randonnées :   -  Lac de Levina et Saint Alesio      -   San Cervone   - Piano Maio   -

#### Église paroissiale Saint-Césaire

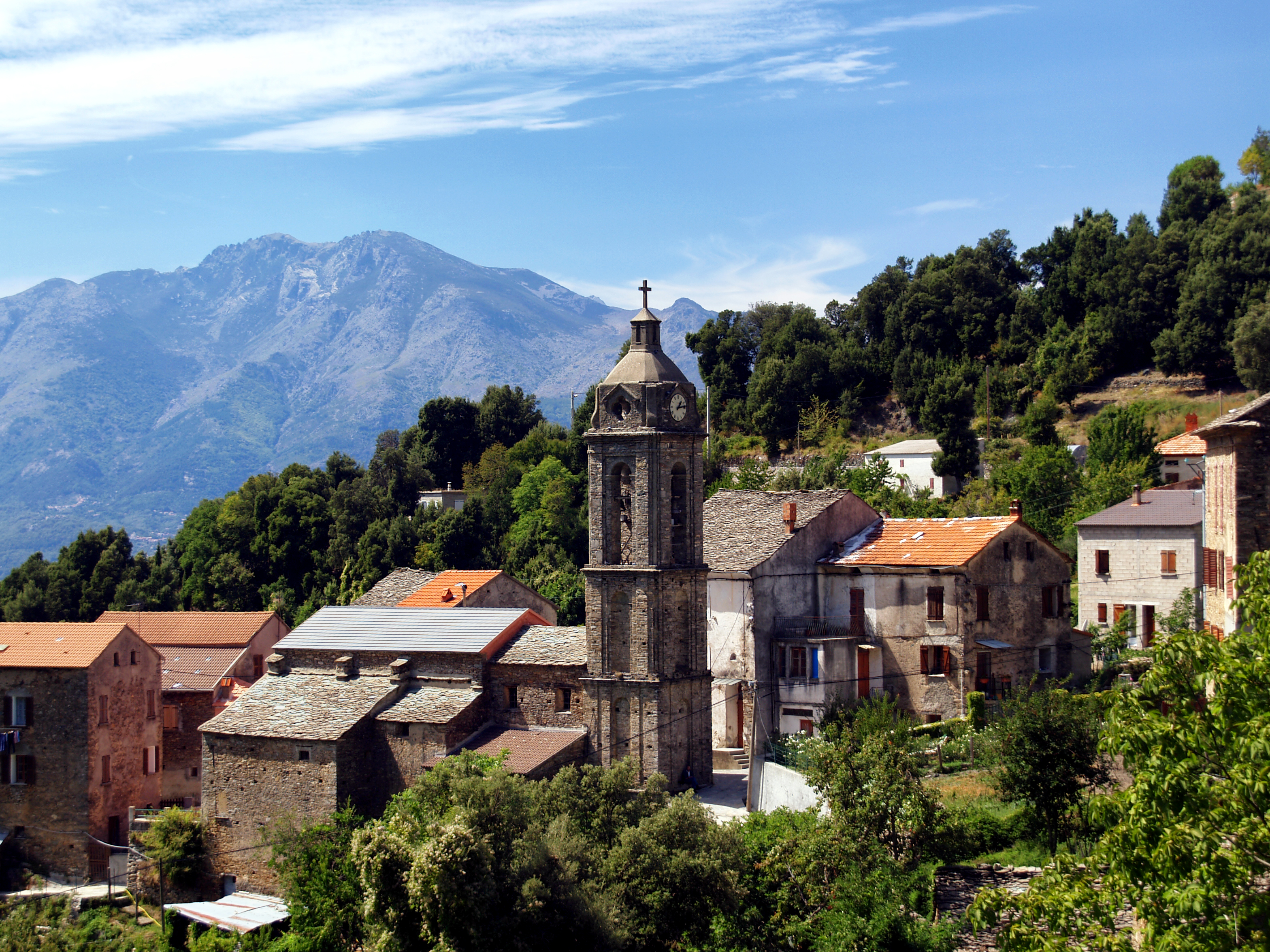
Clocher de l'église Saint-Césaire.

L'église paroissiale est dédiée à saint Césaire diacre et martyr. L'édifice se situe à Sottano. Daté du XVe siècle (?), il est de plan allongé à chevet plat, à nef unique. Il comporte deux chapelles latérales communicantes et un autel. L'église renferme une statue Christ en Croix du XVIIIe siècle, classée au titre des Monuments historiques. Le Christ classé de Bustanico en bois polychrome a été réhabilité il y a une dizaine d'années par la restauratrice d'œuvres d'art Eva Poli.
Chaque année le 27 août est célébrée la fête patronale de la Saint Césaire, après la messe et la procession un buffet dinatoire est offert par la Municipalité.

#### Chapelle Saint-Vincent

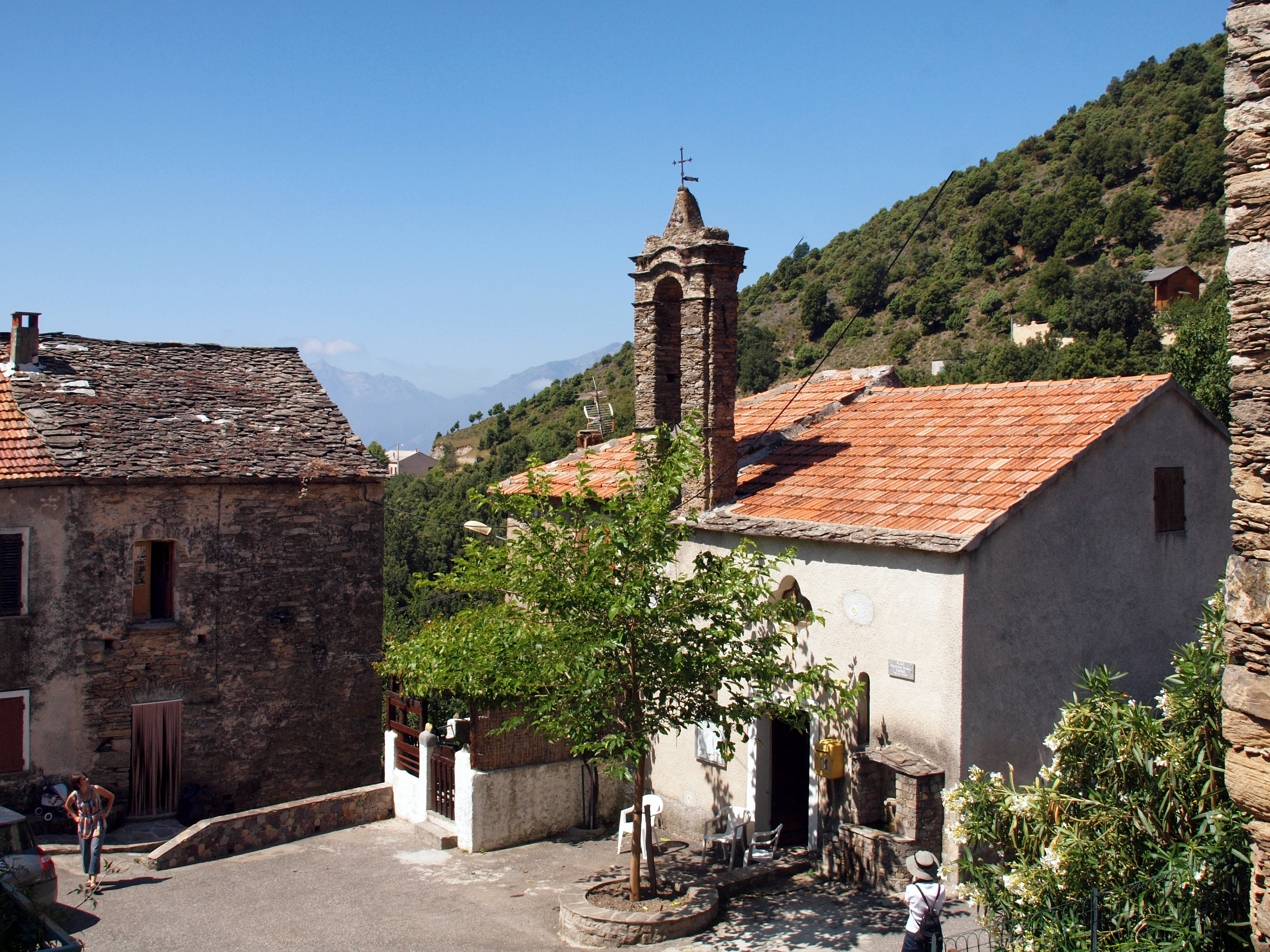
Chapelle Saint-Vinvent.

La chapelle Saint-Vincent se situe place François-Marie-Taddei à Soprano. Elle pourrait dater du VIIe siècle. Elle s'appelait autrefois chapelle de l'Annonciation dite Annunziata. Cet édifice roman, bâti en schiste et enduit à la chaux, est à nef unique, de plan allongé à chevet semi-circulaire, avec un chœur peu profond. L'autel est en maçonnerie. Le clocher-tour appareillé en schiste a été rajouté au XVIIIe siècle.

#### Sépultures romaines de Chjatru: site archéologique " Cammerinche

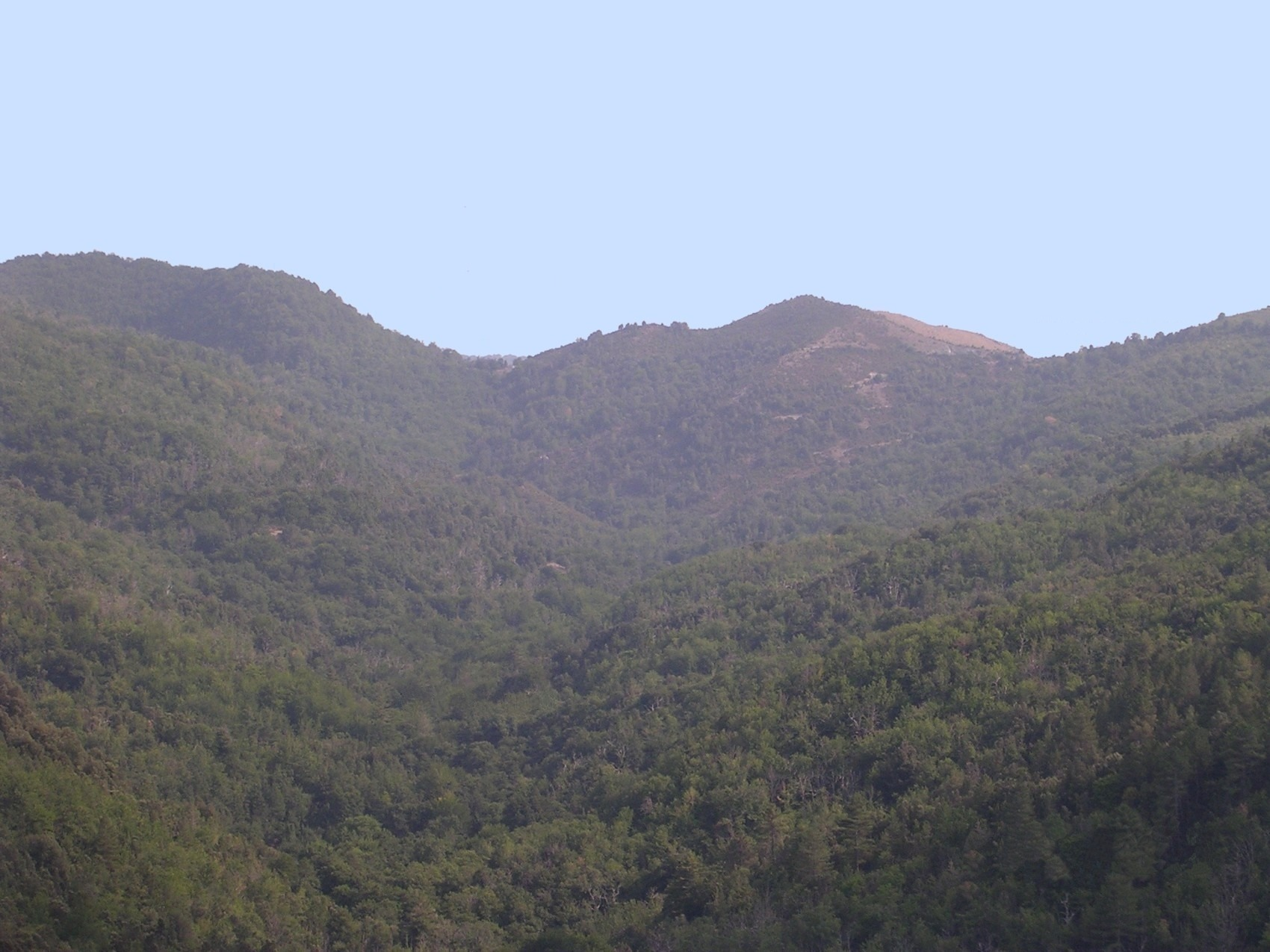
Site des Schippiate dans la haute vallée de la Ghjuvannina. Site de Chjatru (sépultures romaines). Abadia di Sant'Antone

Ces sépultures romaines de Chjatru se trouvent au col au-dessus du village. Les jarres funéraires à col contenaient des crânes de dimensions exceptionnelles qui n’avaient pu être introduits par l’ouverture. Il ne reste plus rien au village.
Une étude archéologique de 2019, réalisée par des archéologues du Laboratoire Régional d'archéologie, a permis d'établir que le site au-dessus du Col de Chjatru, au lieu-dit " Cammerinche" est un site archéologique de l'âge du fer (VIIe siècle av. J.-C.), la grande partie du  mobilier découvert en 1956 (jarres, vases, fibules, chainettes, ossements humains...) est daté de l'âge du fer à la suite de cette étude archéologique très récente, qui a donné lieu à un rapport d'études réalisé par Audrey Jamai-Chippon, archéologue spécialiste de l'âge du fer. Une autre partie du Mobilier découvert  est daté de l'époque Romaine à savoir une  pièce de monnaie Romaine (as de commode), des vases en verres ainsi que des perles en verres. Ainsi l'étude récente du site archéologique "Cammerinche" a permis d'établir que ce site est un site de référence en Corse de l'âge du fer.

#### E Schippiate: site archéologique " casa scribbiata"
E Schippiate est un rocher gravé en limite avec la commune de Carticasi. Il se trouve en bordure de la route qui relie Bustanico à Carticasi. Le lieu est mal transcrit sur les diverses cartes qui mentionnent : scribbiate = rayées). Alors que le nom du site (E Schippiate = les écritures) est une exceptionnelle survivance locale du corse médiéval et du toscan médiéval. Au pied du rocher, il y avait un abri sous roche (aujourd’hui presque entièrement détruit par le tracé de la route). Dans les années soixante-dix, l’abri sous roche comportait encore un foyer. Les schippiate (les écritures) ont été, elles aussi, fortement dégradées au cours des deux dernières décennies. Sur ce site exceptionnel d'art rupestre, très aisé d’accès (bordure de la route), il est recommandé de ne pas marcher sur le rocher. Loin de là, d’autres rochers gravés existent sur la commune, mais au cœur du maquis.
Une conservatrice exemplaire du patrimoine
Les Schippiate étaient encore intactes, il y a quelques décennies, parce que, sur ce rocher, veillait sa propriétaire, Paghjuva Bariani.
Précision utile pour les touristes désireux d’admirer les gravures rupestres : la maison de Paghjuva (a Casa di e Schippiate) figure, sur les cartes, avec l’appellation déformée « casa scribbiata » (les « gens de la ville » sont peu attentifs au conservatoire langagier que constitue la toponymie. Cf. infra, les recommandations de Ghjseppu Defranchi). Cette appellation exonyme impropre de la maison (elle-même site préhistorique) permet, toutefois, de situer le rocher proche.
Zia Paghjuva demanda à être enterrée, là, près des Schippiate, et sur la limite des communes, avec, "un pede in Bustanicu, è un pede in Carticasi" (un pied sur Bustanico, et un pied sur Carticasi). Son vœu n’a pu être exaucé ! Puisse donc, la double présentation des Schippiate (dans la page wiki de Bustanico, et dans celle de Carticasi), contribuer à respecter les volontés de cette grande dame qui les protégea. Exemplaire conservatrice, grâce à laquelle, dans les années soixante, le trésor rupestre (situé en bordure du chemin muletier, et bien connu des voyageurs) était encore photographié en parfait état.

#### Abbaye de Saint-Antoine: fête religieuse de la Saint Antoine chaque 13 juin
L’humble chapelle, bien entretenue, est le vestige de ce qui fut l'abbaye Abbadia di Sant’Antone dont le patrimoine (vendu comme bien national, en 1791) s’étendait sur le Bozio et sur Vallerustie. L’Abbadia di Sant’Antone était, en 1789, l’un des huit monastères ou ermitages corses à porter le titre d’Abbaye. Avant la Seconde Guerre mondiale, l’Abbadia di Sant’Antone était encore entourée des champs de blé qui, au début du XXe siècle, grimpaient jusqu'aux pentes du San Cervone.
Elle se situe à un carrefour de chemins muletiers. Autrefois, le 13 juin, les populations des deux pièves de Bozio et Vallerustie s’y réunissaient. Un chemin carrossable partant de Chjatru (Chiatra), col que franchit la route D 39, permet d’accéder à la chapelle, où la fête est toujours célébrée avec dévotion.
Ainsi chaque année la fête religieuse de la Saint Antoine, A Sant' Antone, est célébrée le 13 juin. Les fidèles venus de toute la Corse permettent de perpétuer la tradition religieuse du village. Après le Messe et la Procession, un déjeuner champêtre est offert par la Municipalité et l'Association des Chapelles de Bustanico.

#### A Marza
L'oppidum A Marza (/amæ: rtza/) est un promontoire qui commande A Bocca di Marza (/ao: ka imæ: rtza/), col d’altitude où passait A Strava Maestra, véritable antique « autoroute des cimes » qui traverse la Castagniccia. À Marza a toujours été occupée depuis des millénaires. Au pied de l’oppidum, la bergerie de Marza était encore habitée jusqu’au drame qui l’endeuilla. Du haut du promontoire, sont visibles tous les oppida du Bozio et des Vallerustie.

### Personnalités liées à la commune
- Cardone, alias Antone Francescu  Defranchi

Son patronyme fut souvent écrit par erreur Lanfranchi. L’identité du vieillard qui entra dans l'histoire le 30 octobre 1729, a été rétablie par son descendant direct, Ghjseppu Defranchi. Celui-ci, dans un long poème.), faisait le point sur le nom de son aïeul :
In Bustanicu, l’accertu (Je certifie qu’à Bustanico)
Lanfranchi un ci ne hè mai statu. (des Lanfranchi, il n’y en a jamais eu)
Li registri parruchjali (Dans les registres paroissiaux)
Un’ ne anu mai parlatu. (il n'en figure aucun).
Un’esiste Anton Francescu (il n’y eut jamais aucun Antone Francescu)
Chi Defranchi un sia natu. (en dehors de Defranchi)
- Ghjseppu Defranchi, poète du village, leader syndicaliste français, généalogiste, historien.

Le grand érudit fulminait contre les erreurs qui émaillent les essais historiques. Et dans le long poème (déjà cité à propos de son aïeul Cardone) qu'il déclamait volontiers à ceux qu'il rencontrait lors de sa quotidienne promenade, entre les deux villages ou jusqu'à Chjatru), il fustigeait les historiens (furesteri, i.e. étrangers au village) qui s’évertuent en vaines spéculations, alors qu’il leur suffirait de s’adresser aux vieux des villages, pour connaître tant de vérités :
A’ chi scrive storia corsa (à ceux qui écrivent l’histoire de la Corse)
Stu cunsigliu vogliu dà (je donne ce conseil)
prima di fà stampà libri, (avant d’écrire des livres)
megliu facenu d’andà (ils feraient mieux d’aller)
in paesi di muntagna (dans les villages de montagne)
Per sapè a verità. (pour apprendre la vérité).
Duverebbenu parlà (Ils devraient consulter)
Cun ghjente di quelli lochi (les gens du crû)
Chi cunservanu in memoria (qui conservent en mémoire)
 I fatti conti à li fochi (les faits, qu'à la veillée)
Da li vechji à li zitelli (les vieux transmettent aux enfants)
E’ piu sapienti ch’è elli. (tous bien plus savants que les historiens qui veulent écrire des livres).
Recommandation que Fernand Ettori commente malicieusement : "conseil judicieux de ne pas négliger la tradition orale.".